# Staré Těchanovice
Staré Těchanovice (niem. Alt Zechsdorf) – gmina w Czechach, w powiecie Opawa, w kraju morawsko-śląskim. Według danych z dnia 1 stycznia 2012 liczyła 151 mieszkańców.